# Зелено Поље
Зелено Поље је насељено место у Барањи, општина Петловац, Република Хрватска.

## Становништво
Насеље је према попису становништва из 2011. године имало 43 становника.
| Националност       | 1991.       | 1981. | 1971. |
| Хрвати             | 73 (59,83%) |       |       |
| Срби               | 30 (24,59%) |       |       |
| Мађари             | 1 (0,81%)   |       |       |
| остали и непознато | 18 (14,75%) |       |       |
| Укупно             | 122         | '     | '     |